# Pi de Can Riudemeia
El Pi de Can Riudemeia (Pinus pinea) és un pi pinyer que es troba al Parc de la Serralada Litoral, el qual és, probablement, l'arbre més alt de tot el parc.

## Aspecte general
Fa 30 metres d'alçària, presenta una soca poderosa i un tronc recte i net d'1,02 m de diàmetre. La capçada (de 12 m de diàmetre), petita en proporció a l'alçària però arrodonida i regular, costa de veure, ja que està molt alta. El pi ha superat els arbres del voltant i així aconsegueix el sol necessari en una vall relativament tancada i fosca. Està inclòs en el Decret 47/1988.

## Accés
És ubicat a Argentona: situats al PK 7 de la C-1415c, entre Argentona i el coll de Parpers, cerquem la pista que passa a tocar de la finca Bell Racó i mena a Can Riudemeia tot seguint el curs de la riera homònima. El pi és a la vora esquerra de la pista, en un punt on s'inicia un revolt a la dreta per passar entre les edificacions de Can Riudemeia. Coordenades: x=447070 y=4602306 z=158.